# Dezső Bundzsák
Dezső Bundzsák (3. května 1928, Kiskunhalas – 1. října 1920, Budapešť) byl maďarský fotbalista a trenér.

## Fotbalová kariéra
Dezső Bundzsák hrál celou kariéru za Vasas.
Za Maďarsko hrál 25 zápasů a dal 1 gól. Byl na MS 1958.

## Trenérská kariéra
Trénoval Pierikos FC, Panionios GSS, Apollon Smyrnis FC, reprezentaci Egypta, Vasas SC, Panachaiki FC a ženy Maďarska.

## Úspěchy

### Hráč
Vasas
- Maďarská liga: 1957 jaro, 1960–61, 1961–62
- Maďarský pohár: 1955
- Středoevropský pohár: 1956, 1957, 1962

Individuální
- Maďarský fotbalista roku: 1957